# Teala Loring
Teala Loring (* 6. Oktober 1922 in Denver, Colorado als Marcia Eloise Griffin; † 28. Januar 2007 in Texas) war eine US-amerikanische Filmschauspielerin.

## Leben
Loring gab 1942 ihr Filmdebüt an der Seite von William Holden und Dorothy Lamour in The Fleet’s In. Es folgten Nebenrollen an der Seite von Stars wie Barbara Stanwyck, Bob Hope und Susan Hayward. Später war sie, meist aber in B-Filmen, auch in Hauptrollen zu sehen. Ab 1950 zog Loring sich ins Privatleben zurück. Bis 1944 war sie unter dem Namen Judith Gibson bekannt. Teala Loring war die ältere Schwester der Schauspielerin Debra Paget und von 1950 bis 2007 mit Eugene Pickler verheiratet.

## Filmografie (Auswahl)
- 1942: The Fleet´s In
- 1942: Mabok, der Schrecken des Dschungels (Beyond the Blue Horizon)
- 1942: Musik, Musik (Holiday Inn)
- 1942: Broadway-Königin
- 1943: Bombs Over Burma
- 1944: Stehplatz im Bett (Standing Room Only)
- 1944: Frau ohne Gewissen (Double Indemnity)
- 1944: Blaubart (Bluebeard)
- 1945: Oh, Susanne! (The Affairs of Susan)
- 1946: Charlie Chan – Ein fast perfektes Alibi (Dark Alibi)
- 1947: Fall Guy
- 1950: Arizona Cowboy